# پرتاب آزاد

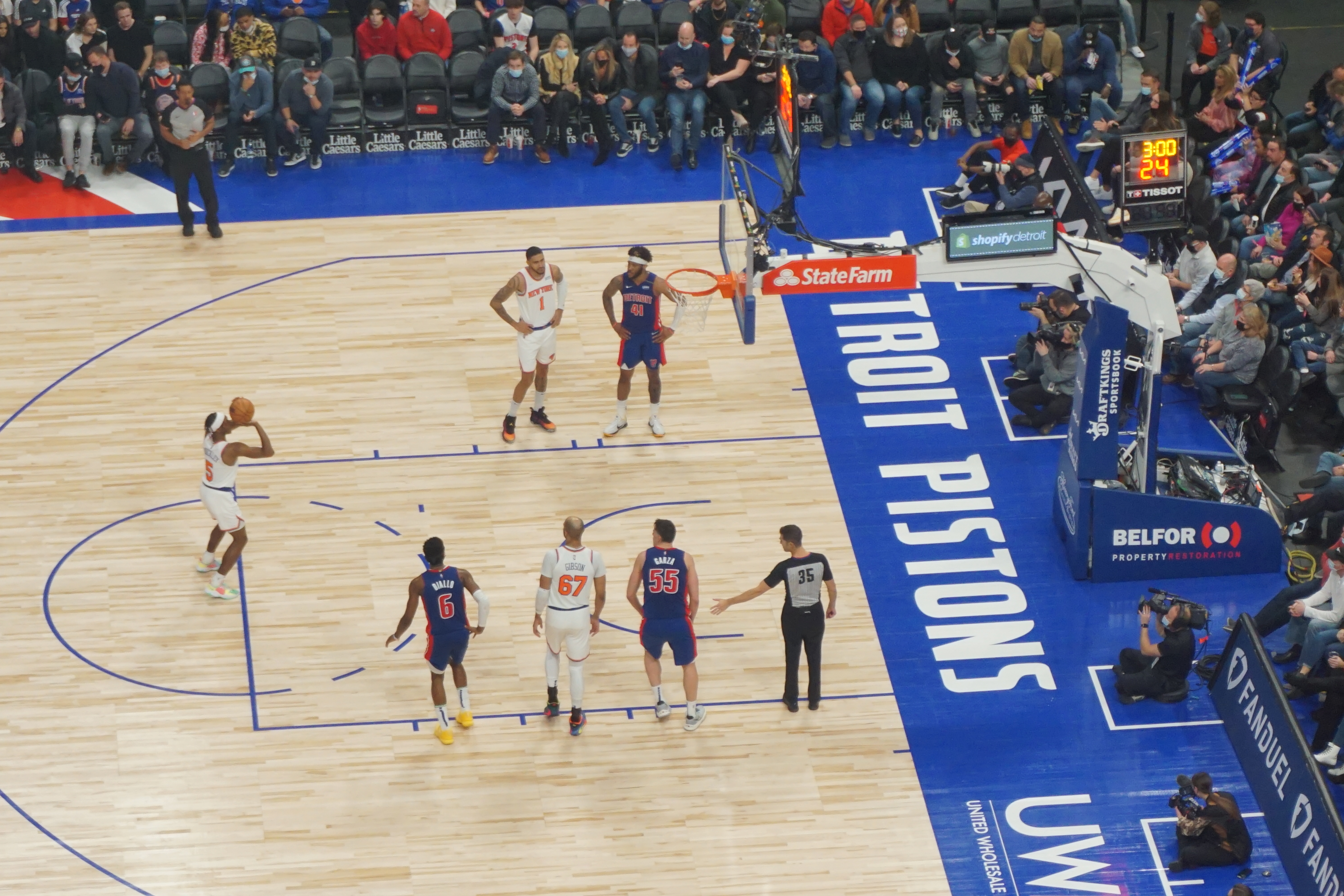
پرتاب آزاد

پرتاب آزاد (به انگلیسی: Free throw) نام پرتابی در ورزش بسکتبال است که طبق آن، فردی که مرتکب خطا شده باید تیم مخالف او دو خطا پرتاب کند. هر پرتاب آزاد یک امتیاز به نفع پرتاب‌کننده دربردارد.